# Шоа (фільм)
«Шоа» (фр. Shoah) — французький документальний фільм режисера Клода Ланзмана, що вийшов в світовий кінопрокат в 1985 році. Фільм присвячений Голокосту — ініційованому гітлерівською Німеччиною систематичному знищенню населення Європи, зокрема євреїв.

## Виробництво
Виняткова особливість фільму — повна відсутність архівних документальних кіно і фотоматеріалів, знятих до, під час і після закінчення описаних в ньому подій. Фільм складається з інтерв'ю, які Клод Ланзман проводив в 1974 — 1980 рр. в 14 країнах з учасниками подій біля містечка Хелмно в Польщі, в концентраційних таборах Аушвіц (Освенцім), Треблінка, Терезієнштадт. Серед тих, у кого брали інтерв’ю, були ті, що вижили в таборах, їхні діти і родичі, колишні німецькі охоронці і офіцери, польські селяни, які проживають поблизу колишніх концтаборів, цивільні особи з Німеччини, які переїхали до Польщі під час Другої Світової війни, бюрократи Третього рейху, історики та політичні діячі. Фільм чітко розділяє тих, у кого брали інтерв’ю, на три великі групи: жертв Голокосту, нацистських злочинців та їхніх посібників і пасивних свідків того, що відбувалося.
Сцени на їдиші, івриті та польською мовою містять послідовний переклад, що збільшило тривалість фільму до дев'яти годин двадцяти трьох хвилин (563 хвилини). Сцени англійською, німецькою та французькою мовами субтитровані.

## Сюжет
Фільм розкриває чотири основні теми:
1. Хелмно, де для знищення євреїв вперше були масово використані мобільні душогубки.
2. Табір смерті Треблінка.
3. Табір смерті Аушвіц-Біркенау (Освенцім).
4. Варшавське гетто і повстання в ньому.

Розділи, присвячені Треблінці, включають свідчення в'язня табору Авраама Бомби, який працював перукарем в «передбаннику» газової камери, укладеного (ув'язненого, в'язня, бо заключенный договір — укладений договір) Річарда Глазара і офіцера СС Франц Сухомель, що пояснює пристрій і пропускну здатність газової камери. Сухомел погодився на інтерв'ю за умови, що його ім'я не буде розкрито і він не буде ідентифікований у фільмі; проте Ланзману вдалося зняти інтерв'ю спеціальною інфрачервоною камерою, захованою асистентами, тому інтерв'ю додали у фільм. Генрик Гавковські, машиніст потягів, які йшли в Треблінку, розповів, що, знаючи долю своїх пасажирів, міг їхати тільки в стані алкогольного сп'яніння. Фото Генрика Гавковського була використана для маркетингової кампанії фільму.
Свідчення про Освенцім надані, втікачем з табору, Рудольфом Врбою і Філіпом Мюллером, членом зондеркоманди, яка спалювала тіла людей, вбитих у газових камерах. Ці свідчення надали також деякі місцеві жителі, які бачили потяги, які щодня привозили до табору значну кількість ув'язнених і поверталися порожніми. Вони швидко здогадалися про долю пасажирів.
Двоє з чотирьох вижили в таборі Хелмно — Шимон Сребнік, який був змушений співати військові пісні, щоб розважати нацистів, і Мордекай Подхлебнік.
Життя і події у варшавському гетто описуються Яном Карським — зв'язковим польського уряду у вигнанні і Францем Грасслером, нацистським адміністратором, який підтримував зв'язок з єврейськими лідерами гетто. Спогади людей, що пережили повстання у Варшавському гетто, завершують фільм.
Історик Рауль Гільберг у фільмі розповідає про розробку нацистами ідеї «остаточного вирішення єврейського питання».

## Критика
Фільм отримав велику кількість важливих нагород на міжнародних кінофестивалях, однак, також багато критики. Зокрема, в Польщі його критикували за ігнорування польських громадян, які рятували євреїв під час війни, а також польських громадян, убитих військами Вермахту і СС під час німецької окупації.

### Нагороди
- 1986 — приз Caligari, приз ФІПРЕССІ і почесна згадка католицької кіноорганізації на Берлінському кінофестивалі.
- 1986 — почесна премія «Сезар».
- 1986 — приз за найкращий документальний фільм на Роттердамському кінофестивалі.
- 1987 — премія BAFTA за найкращий документальний фільм.

### Тексти
- Shoah: an oral history of the Holocaust: the complete text of the film. New York: Pantheon Books, 1985
- Témoins de Sartre. Paris: Gallimard, 2005
- Ланцман К. Шоа. М.: Нове видавництво, 2016